# Waltheria martiana
Waltheria martiana är en malvaväxtart som beskrevs av George Bentham och J.G.Saunders. Waltheria martiana ingår i släktet Waltheria och familjen malvaväxter. Inga underarter finns listade i Catalogue of Life.